# Ceratina bispinosa
Ceratina bispinosa är en biart som beskrevs av Anton Handlirsch 1889. Ceratina bispinosa ingår i släktet märgbin, och familjen långtungebin. Inga underarter finns listade i Catalogue of Life.

## Bildgalleri

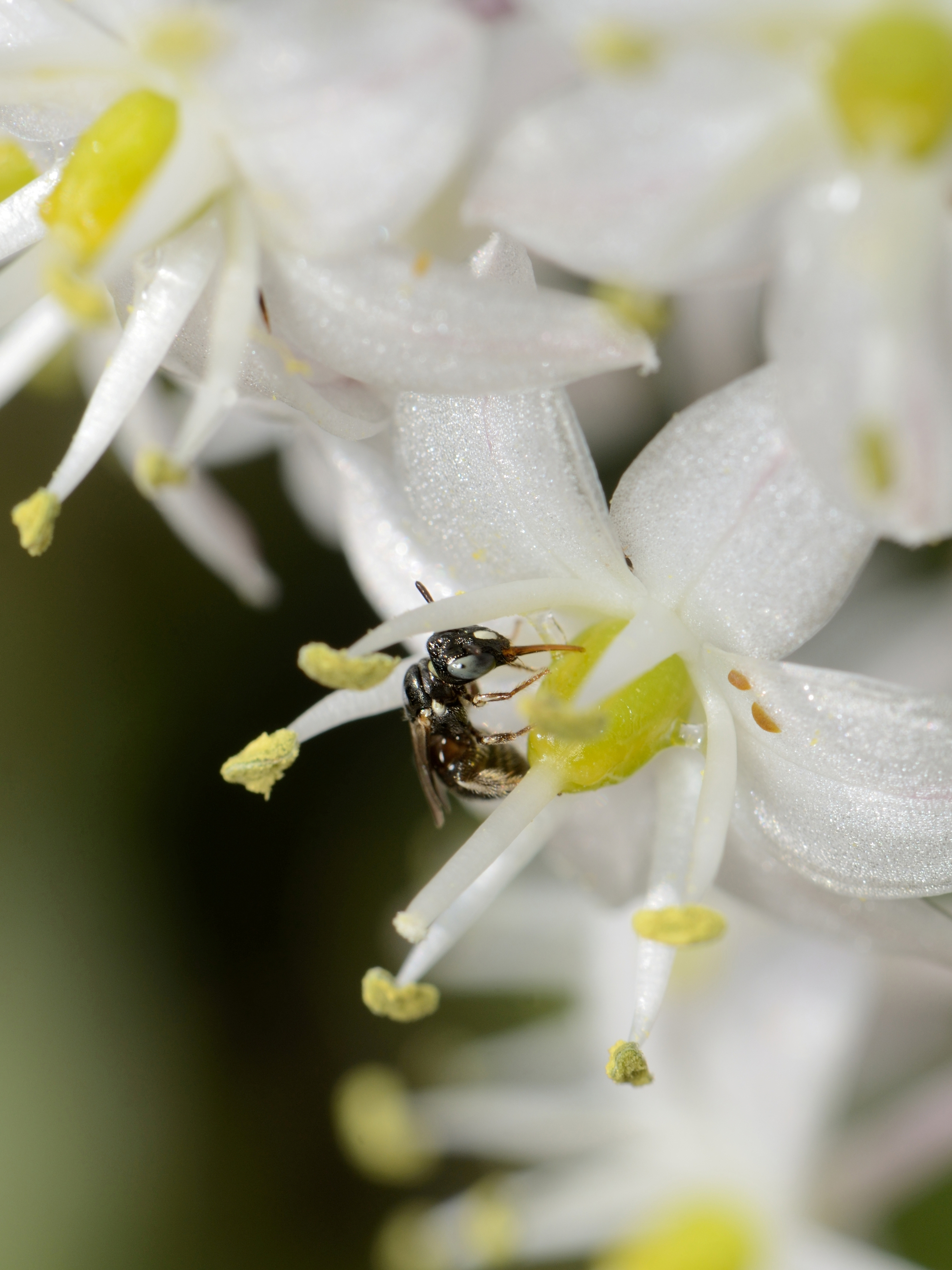